# Amuzamentele din viața privată
Amuzamentele din viața privată (în italiană I divertimenti della vita privata) este un film de comedie italian, regizată de Cristina Comencini.

## Rezumat
În timpul Revoluției Franceze, o prostituată acceptă să se dea drept o doamnă bogată cu care seamănă izbitor.

## Distribuție
- Delphine Forest - Mathilde Seurat / Julie Renard
- Christophe Malavoy - Honoré de Dumont
- Giancarlo Giannini - Charles Renard
- Vittorio Gassman - Marquis
- Roberto Infascelli - Jean-Jacques Renard
- Roberto Citran - Belzé
- Natalie Guetta - Nanny